# Cornillon-sur-l'Oule
Cornillon-sur-l'Oule è un comune francese di 73 abitanti situato nel dipartimento della Drôme della regione dell'Alvernia-Rodano-Alpi.

## Società

### Evoluzione demografica
Abitanti censiti